# جزیره آرتورو
جزیره آرتورو (ایتالیایی: L'isola di Arturo) فیلمی به کارگردانی دامیانو دامیانی است که در سال ۱۹۶۲ منتشر شد. از بازیگران آن می‌توان به گابریلا جورجلی اشاره کرد.